# Haageocereus johnsonii
Haageocereus johnsonii là một loài thực vật có hoa trong họ Cactaceae. Loài này được (F. Ritter) P.V. Heath mô tả khoa học đầu tiên năm `995.